# شورش شیمابارا
شورش شیمابارا (به ژاپنی: 島原の乱 Shimabara no ran) شورشی در جنوب غربی ژاپن از مدت ۱۶۳۷ دسامبر ۱۷، تا ۱۶۳۸ آوریل ۱۵، در دوره ادو بود. تعداد بسیاری از دهقانان شورشی را مسیحیان کلیسای کاتولیک تشکیل می‌دادند.
این شورش یکی از تعداد انگشت شماری موارد ناآرامی جدی در طول دوره نسبتاً صلح‌آمیز شوگونسالاری توکوگاوا بود. در پی ساخت یک قلعه جدید در شیمابارا، به نام قلعه شیمابارا توسط ماتسوکورا شیگه‌ماسا مالیات‌ها به شدت در این ناحیه افزایش پیدا کرد، که باعث ایجاد خشم در دهقانان محلی و رونینها (ساموراییهای بدون ارباب) شد. آزار و اذیت مذهبی کاتولیک‌های محلی نیز عاملی برای تشدید نارضایتی بود که در ۱۶۳۷ به شورش تبدیل شد. شوگونسالاری توکوگاوا نیرویی متشکل از ۱۲۵٫۰۰۰ سرباز به سرکوب شورشیان فرستاد و پس از محاصره طولانی ۴ ماهه علیه شورشیان در قلعه هارا، آن‌ها را شکست داد.
در پی شورش، رهبر شورشی کاتولیک آماکوسا شیرو گردن زده شد و ممنوعیت مسیحیت به شدت اعمال می‌شد. بر اثر انزوای ملی ژاپن ساکوکو سیاست‌ها تنگ‌تر شد و آزار و اذیت رسمی مسیحیت تا در دههٔ ۱۸۵۰ ادامه داشت. پس از سرکوب موفقیت‌آمیز شورش، دایمیوی شیمابارا، ماتسوکورا کاتسوایه، به جرم صدور احکام اشتباه، به تنها دایمیویی تبدیل شد که در طول دوره ادو گردن زده شد.

## مقدمه و گسترش
در اواسط دهه ۱۶۳۰، دهقانان در شبه‌جزیره شیمابارا و مجمع الجزایر آماکوسا، ناراضی از مالیات سنگین و درد و رنج در اثر قحطی، علیه اربابان خود قیام کردند. این قیام به خصوص در قلمروی دو تن ماتسوکورا کاتسوایه از قلمروی شیمابارا و ترازاوا کاتاتاکا از قلمروی کاراتسو گسترش پیدا کرد. اگر چه این شورش توسط بسیاری از مورخان به عنوان یک قیام مذهبی به تصویر کشیده، مسائل مربوط به نارضایتی از قحطی و مالیات سنگین را نباید نادیده گرفت. کسانی که تحت تأثیر این عوامل اقتصادی بودند ماهیگیران، صنعتگران و بازرگانان بودند. با گسترش شورش، رونین‌ها (سامورایی‌های بدون ارباب) که سابقاً در خدمت خاندان آماکوسا و خاندان شیکی بودند و در منطقه زندگی کرده بود، و همچنین خاندان آریما و خاندان کونیشی نیز به این شورش ملحق شدند. همین‌طور، تصویر این قیام به صورت یک قیام کاملاً دهقانی نیز دقیق نیست.
شیمابارا زمانی در قلمروی خاندان آریما بود و این خاندان به مسیحیت گرویده بودند. در نتیجه، بسیاری از مردم محلی نیز مسیحی شده بودند بودند. رهبر خاندان آریما در سال ۱۶۱۴ از این قلمرو نقل مکان کرد و جای خود را به ماتسوکورا شیگه‌ماسا داد. ارباب فئودالی جدید، به امید پیشرفت در سلسله مراتب شوگون‌سالاری توکوگاوا، در پروژه‌های مختلف ساخت و ساز، از جمله ساخت و ساز و گسترش قلعه ادو، و همچنین یک تهاجم برنامه‌ریزی شده به لوزون، هند شرقی اسپانیا (امروزه بخشی از فیلیپین) درگیر بود. او همچنین یک قلعه جدید در شیمابارا ساخت. در نتیجه، ماتسوکورا شیگه‌ماسا یک بار مالیاتی تا حد زیادی نامتناسب بر دوش مردم قلمروی جدید خود قرار داد، و همچنین اهالی از شدت آزار و اذیت مسیحیان خشمگین بودند. این سیاست‌ها توسط وارث شیگه‌ماسا، ماتسوکورا کاتسوایه نیز ادامه داشت.
ساکنان مجمع‌الجزایر آماکوسا، که بخشی از تیول کونیشی یوکیناگا بود و در آن زمان به خاندان ترازاوا منتقل شده بود نیز از آزار و اذیت‌های مشابه رنج می‌بردند. دیگر سامورایی‌های بدون ارباب در منطقه شامل کسانی بودند که قبلاً به کاتو تاداهیرو و ساسّا ناریماسا خدمت می‌کردند، هر دوی این اربابان زمانی در بخش‌هایی از ولایت هیگو حکمرانی می‌کردند.

## شورش

### شروع

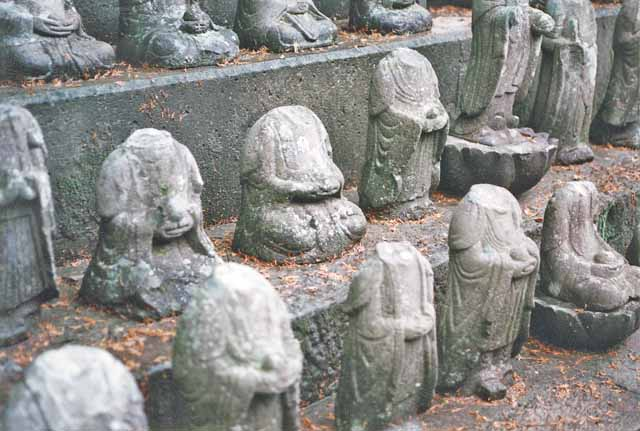
مجسمه‌های بودایی که به دست شورشیان سر بریده شدند

ابتدا رونین‌های ناراضی منطقه، و همچنین دهقانان، ملاقات‌های پنهانی برای شکل‌دهی به یک قیام را آغاز کردند. در تاریخ ۱۷ دسامبر، ۱۶۳۷ این قیام با ترور یک دایکان (مأمور رسمی مالیات) به نام هایاشی هیوزائمون به‌طور علنی بروز پیدا کرد. در همان زمان، برخی دیگر در جزایر آماکوسا شورش کردند. شورشیان به سرعت از طریق وادار کردن تمامی مردم مناطق شان برای پیوستن به قیام به گسترش آن پرداختند. به زودی جوانی ۱۶ ساله که بخاطر محبوبیت ذاتی، مسیحیان منطقه تحت تأثیر او بودند، به نام آماکوسا شیرو به عنوان رهبر شورش انتخاب شد.
شورشیان قلعه تومیئوکا و قلعه هوندو متعلق به خاندان ترازاوا را تحت محاصره درآوردند، اما درست قبل از سقوط قلعه، ارتشی از حوزه همسایه کیوشو وارد شدند، و آن‌ها مجبور به عقب‌نشینی شدند. شورشیان پس از آن عبور از دریای آری‌آکه، قلعه شیمابارا متعلق به ماتسوکورا کاتسوایه را محاصره کردند، اما این محاصره دوباره دفع شد. پس از آن آن‌ها به قلعه هارا، که قبل از نقل مکان خاندان آریما به نوبه‌اوکا متعلق به این خاندان بود و در آن زمان به صورت متروکه درآمده بود، جمع شدند. آن‌ها با قایق سلاح و مهماتی را از انبار خاندان ماتسوکورا غارت کرده بود را به قلعه هارا منتقل کردند.

### محاصره قلعه هارا

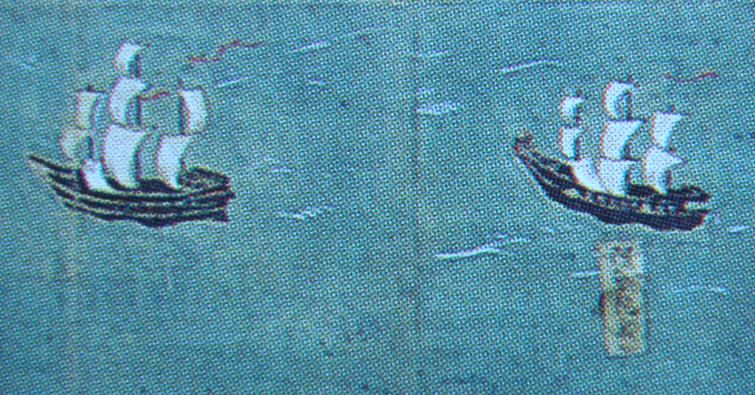
محاصره قلعه هارا توسط کشتی‌های هلندی

ارتشی متشکل از نیروهای حوزه‌های محلی، تحت فرمان شوگون‌سالاری توکوگاوا با فرماندهی ایتاکورا شیگه‌ماسا محاصره قلعه هارا را آغاز کردند. شمشیرزن مشهور میاموتو موساشی نیز به عنوان مشاور هوسوکاوا تاداتوشی در بین ارتش محاصره‌کننده بود. رویداد شکسته شدن پای اسب موساشی توسط یک سنگ پرتاب شده توسط یکی از دهقانان شورشی یکی از تنها چند شواهد قابل اثبات برای شرکت موساشی در این نبرد است.
نیروهای شوگون‌سالاری از هلند، که نخست به شوگون‌سالاری باروت، و سپس توپ داده بود، تقاضای کمک کردند. جمهوری هلند در این زمان، درگیر جنگ هلند و پرتغال (۱۶۰۳–۱۶۶۳) بود و جهت تضعیف پرتغال و در انحصار گرفتن تجارت با ژاپن تلاش می‌کرد. علاوه بر این، هیدئو هاتوری محقق ژاپنی قرون وسطی، نوشته است که نیروهای شورشی با پرتغال که کشوری کاتولیک بود، روابط خوبی داشتند، و برخلاف آن شوگون‌سالاری به سمت روابط با هلند از کشورهای پروتستان تمایل داشت.
نیکلاس کوکه‌باکر، از تجارتخانه هلندی در هیرادو، ناگاساکی که تا به حال برای مقامات باروت و توپ تهیه کرده بود زمانی که نیروهای شوگون‌سالاری درخواست کمک کردند، یک کشتی به منطقه ارسال کرد و خود نیز شخصاً در درون کشتی، در یک موقعیت دریایی، نزدیک قلعه هارا جای گرفت. توپ‌هایی که قبلاً فرستاده شده بود در محل نصب شده بودند و بدین ترتیب بمباران همه‌جانبه قلعه آغاز شد، همچنین این بمباران با شلیک ۲۰ تفنگ به‌طور هم‌زمان همراه بود. این دور از حملات در حدود ۴۲۶ بار در مدت ۱۵ روز، بدون نتیجه‌ای مهم تکرار شد و دو دیده‌بان هلندی توسط شورشیان به ضرب گلوله کشته شد. بنابراین به درخواست ژاپنی این کشتی محل را ترک کرد، و پیام تحقیرآمیز زیر توسط شورشیان به نیروهای محاصره‌کننده ارسال شد:
«مگر دیگر سرباز شجاعی در ژاپن برای جنگیدن با ما پیدا نمی‌شود، آیا شرم نمی‌کنید که برای جنگیدن با گروه کوچک ما، دست به دامن خارجی‌ها شده‌اید؟»

### نبرد نهایی و سقوط

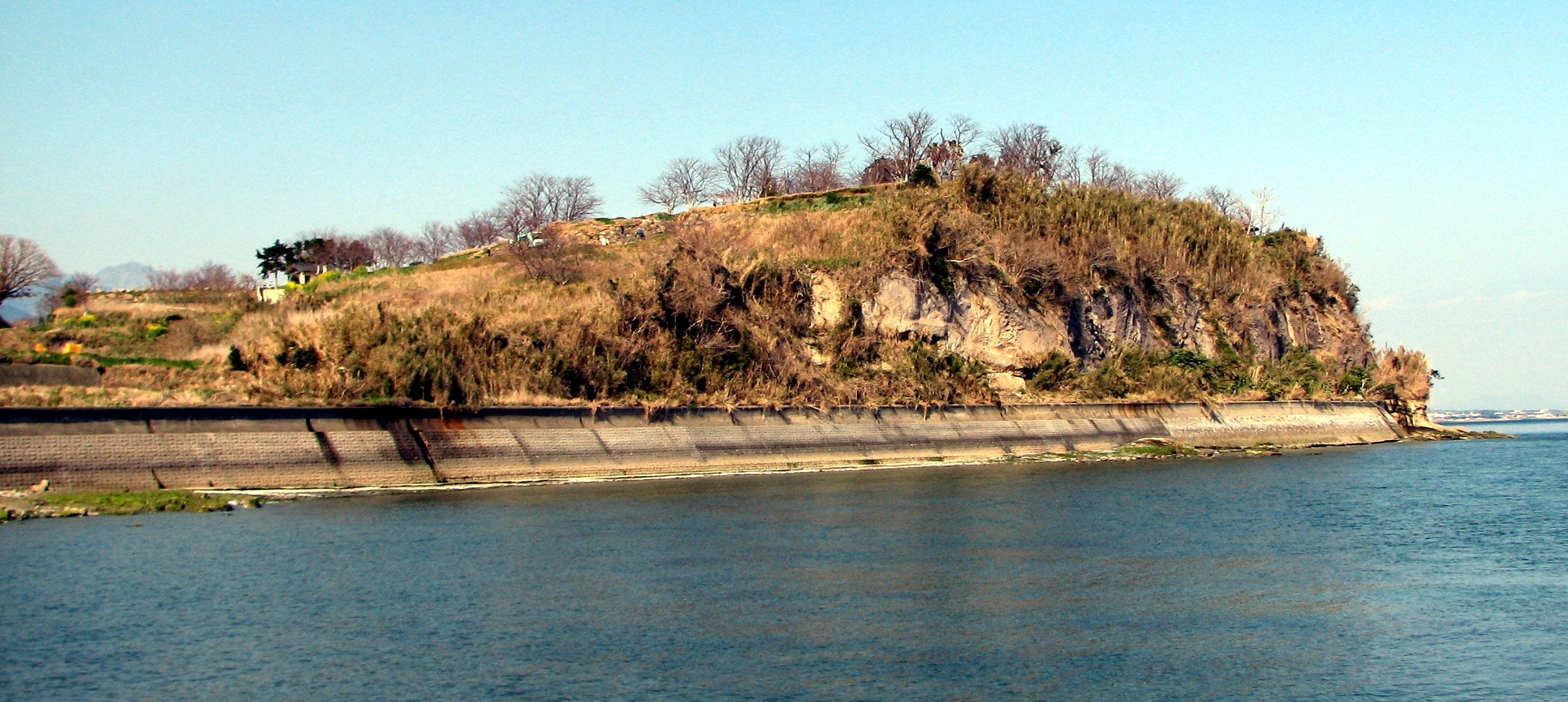
باقیمانده قلعه هارا

در تلاش برای به دست گرفتن قلعه، ایتاکورا شیگه‌ماسا کشته شد اما نیروهای شوگون‌سالاری تحت رهبری ماتسودایرا نوبوتسونا، به زودی در عوض ایتاکورا شیگه‌ماسا، وارد نبرد شدند. با این حال، مقاومت شورشیان در قلعه هارا طولانی شده و باعث تلفات سنگین شوگون‌سالاری شد. در ۳ فوریه، ۱۶۳۸، به علت حمله شورشیان ۲۰۰۰ رزمنده از ولایت هیزن کشته شدند. با این حال و با وجود این پیروزی کوچک، مواد غذایی، مهمات و مواد لازم دیگر داخل قلعه به آرامی رو به اتمام بود.
نیروی شوگون سالاری به‌طور مخفیانه فرستاده یا پیغام با کمان به درون قلعه می‌فرستاد اما موفق به جلب خیانت سربازان یا تسلیم نمی‌شد. علاوه بر این، نامه‌هایی مبنی بر توصیهٔ تسلیم از طرف مادر و خواهر آماکوسا شیرو که زنده دستگیرشده بودند نیز به قلعه فرستاده شد اما نیروهای شورشی به این توصیه نیز جواب رد دادند.
در آوریل ۱۶۳۸، بیش از ۲۷٬۰۰۰ شورشی با ۱۲۵٬۰۰۰ سرباز شوگون‌سالاری مواجه بودند. نیروهای شورشی در این هنگام از صخره‌های مشرف به سمت دریا پایین آمده و از درون دریا جلبک دریایی برای مصرف غذایی با خود می‌بردند. ماتسودایرا نوبوتسونا، با کشتن یکی از همین افراد که از قلعه بیرون آمده بود و بررسی درون معده جسد او دریافته بود که هیچ ماده غذایی دیگری بجز جلبک خوراک سرباز کشته نبوده است و محاصره شوندگان درون قلعه با اتمام موادغذایی در گرسنگی به سر می‌برند. در تاریخ ۱۲ آوریل ۱۶۳۸، نیروهای تحت فرمان خاندان کورودا از ولایت هیزن به قلعه حمله‌ور شده و مدافعان خارجی قلعه دستگیر شدند. شورشیان با وجود تلفات سنگین به مقاومت ادامه دادند تا ۱۵ آوریل که به‌طور کامل تارومار شدند.

## پسایند

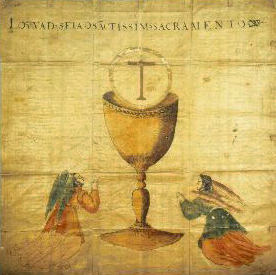
بنر آماکوسا شیرو، موزه مسیحی آماکوسا، آماکوسا، کوماموتو، ژاپن

پس از اینکه قلعه سقوط کرد، نیروهای شوگون‌سالاری، در یک برآورد ۳۷٬۰۰۰ نفر شورشی و حامیان آنان را سر بریدند. سر بریده آماکوسا شیرو برای نمایش عمومی به ناگاساکی فرستاده شد. تنها کسی که در این کشتار جان سالم به در برد نقاشی به نام یامادا اموساکو بود که در زندان قلعه هارا به جرم خیانت زندانی شده بود. کل قلعه سوختهٔ هارا و تمامی اجساد درون آن به همراه یکدیگر با خاک پوشانده شدند.
از آنجا که شوگون‌سالاری مشکوک بدین بود که اروپا و کلیسای کاتولیک در گسترش شورش دست داشته‌اند، معامله گران پرتغالی به خارج از کشور رانده شدند. در سال ۱۶۳۹ سیاست انزوای ملی یا ساکوکو در کشور به اجرا گذاشته شد. همچنین ممنوعیت دین مسیحی پس از آن به‌شدت به اجرا گذاشته شد، و تنها مسیحیان پنهان در کشور توانستند جان سالم به در ببرند.
بخش دیگری از اقدامات شوگون‌سالاری پس از شورش این بود که خاندان‌هایی که به سرکوب شورش کمک کرده بودند را از شرکت در ساختمان‌سازی‌های دولتی که به‌طور معمول باید در آن شرکت می‌کردند، معاف کرد. قلمروی ماتسوکورا کاتسوایه به دایمیوی دیگری به نام کوریکی تادافوسا داده شد، و کاتسوایه برای خودکشی محترمانه یا هاراکیری توسط شوگون‌سالاری تحت فشار قرار گرفت. با این حال، پس از اینکه جسد یک دهقان در محل اقامت او پیدا شد، سوء اداره و خشونت او بیش از پیش ثابت شد و در ادو گردن زده شد. خاندان ترازاوا مجازات خفیفتری که شامل مصادره املاک بود دریافت کرد، اما تقریباً ۱۰ سال بعد، به علت خودکشی ترازاوا کاتاتاکا و نداشتن فرزند و جانشینی برای او این خاندان نیز از بین رفت.
در شبه‌جزیره شیمابارا، پس از شورش بسیاری از مناطق مسکونی جمعیت خود را به کل از دست دادند و به منظور حفظ مزارع برنج و سایر محصولات زراعی، مهاجران از مناطق دیگر در سراسر ژاپن برای اسکان زمین به این منطقه آورده شدند. وابستگی مذهبی همهٔ ساکنان در یک معبد محلی توسط راهب معبد ثبت شد. پس از شورش، بودیسم به شدت در منطقه ارتقا یافت. آداب و رسوم خاصی به وجود آمدند که منحصر به فرد این منطقه تا به امروز باقی ماندند. شهرهای شبه‌جزیره شیمابارا همچنان دارای ترکیبی متنوعی از گویش با توجه به مهاجرت انبوه از دیگر بخش‌های ژاپن هستند. به استثنای دوره‌ای از شورش دهقانان محلی، شورش شیمابارا آخرین مقیاس بزرگ درگیری مسلحانه در ژاپن تا دههٔ ۱۸۶۰ بود.

## نیروهای حاضر در شیمابارا
شورش شیمابارا اولین عملیات گسترده نظامی پس از از محاصره اوساکا بود که در آن شوگون‌سالاری بر ارتشی متحد متشکل از نیروهای نظامی از حوزه‌های مختلف نظارت می‌کرد.
- اولین فرمانده، ایتاکورا شیگه‌ماسا، ۸۰۰ مرد تحت فرمان مستقیم خود داشت.
- دومین فرمانده و جایگزین شیگه‌ماسا، ماتسودایرا نوبوتسونا، ۱٬۵۰۰ نفر و معاون فرمانده تودا اوجیکانه ۲۵۰۰ نیرو داشت.
- از قلمرو شیمابارا ۲۵۰۰ سامورایی نیز حضور داشتند اما بخش عمدهٔ ارتش شوگون‌سالاری از حوزه‌های مجاور شبه‌جزیره شیمابارا جمع شده بودند.
- بزرگ‌ترین گروه رزمنده شامل ۳۵٬۰۰۰ مرد، از قلمرو ساگا و تحت فرمان نابه‌شیما کاتسوشیگه بودند.
- در رده دوم از نظر تعداد، رزمنده‌های قلمرو کوماموتو و قلمرو فوکوئوکا بودند که از ۲۳۵۰۰ مرد تحت فرمان هوسوکاوا تاداتوشی و ۱۸٬۰۰۰ نفر از مردان تحت فرمان کورودا تادایوکی تشکیل شده بودند.
- از قلمرو کورومه، ۸۳۰۰ مردان تحت فرمان آریما تویوجی
- از قلمرو یاناگاوا، ۵۵۰۰ مرد تحت فرمان تاچیبانا مونه‌شیگه
- از قلمرو کاراتسو، ۷۵۷۰ مرد تحت فرماندهی ترازاوا کاتاتاکا
- از نوبه‌اوکا، ۳۳۰۰ نفر تحت فرمان آریما نائوزومی
- از قلمرو کوکورا، ۶۰۰۰ مرد تحت فرمان اوگاساوارا تادازانه و مباشر ارشد خود تاکادا ماتابی
- از قلمرو ناکاتسو، ۲۵۰۰ مرد تحت فرمان اوگاساوارا ناگاتسوگو
- از بونگوتاکادا، ۱۵۰۰ مرد تحت فرمان ماتسودایرا شیگه‌نائو
- تنها نیروهای غیر از کیوشو، از قلمرو ساتسوما، ۱۰۰۰ مرد تحت فرمان یامادا آریناگا، مباشر ارشد خاندان شیمازو
- جدا از نیروهای شخصی فرماندهان، ۵۶۰۰ مرد از قلمرو فوکویاما، تحت فرمان میزونو کاتسوناری و پسر و نوه‌اش میزونو کاتسوتوشی و میزونو کاتسوسادا بودند.[۱۸]
- تعداد کمی از سربازان حدود ۸۰۰ نفر نیز از مکان‌های مختلف دیگر آمده بودند.

در مجموع، ارتش شوگون‌سالاری از بیش از ۱۲۵٬۸۰۰ مرد تشکیل شده بود. در مقابل، ترکیب نیروهای شورشی دقیقاً شناخته نشده است. رزمندگان شورشی بیش از ۱۴٬۰۰۰ نفر تخمین زده می‌شود، غیرنظامیانی که در طول محاصره در قلعه پناه گرفته بودند بیش از ۱۳٬۰۰۰ بودند. یکی از منابع تخمین زده است که تعداد کل شورشیان بین ۲۷٬۰۰۰ تا ۳۷٬۰۰۰، یا به‌طور تقریبی یک چهارم نیروهای شوگون‌سالاری بوده است.